# Lasse Rosenboom
Lasse Rosenboom (* 19. Januar 2002 in Aurich) ist ein deutscher Fußballspieler.

## Karriere
Lasse Rosenboom wechselte 2017 in die Jugendabteilung des SV Werder Bremen, wo er unter anderem in der Junioren-Bundesliga (U17 und U19) aktiv war und sowohl Auswahlspieler der deutschen U16- als auch der U17-Nationalmannschaft wurde. Auch im Übergang zum Seniorenbereich blieb Rosenboom für den SV Werder aktiv, für dessen zweite Mannschaft er von 2021 bis 2023 in der Regionalliga Nord spielte. Auch in dieser Zeit wurde er in Jugendnationalmannschaften berücksichtigt, konkret im Bereich der U20.
Zur Saison 2023/24 wechselte Rosenboom in die 2. Bundesliga zu Holstein Kiel. Er unterschrieb seinen ersten Profivertrag mit einer Laufzeit bis zum 30. Juni 2026. Mit Kiel stieg er am Ende der Saison in die 1. Bundesliga auf. Dort gelang ihm am 21. Dezember 2024 beim 5:1-Heimsieg gegen den FC Augsburg sein erster Treffer im Profibereich.

## Erfolge
- Aufstieg in die Bundesliga: 2024